# 原田正純
原田 正純（はらだ まさずみ、1934年9月14日 - 2012年6月11日） は、日本の医師。学位は医学博士。

## 人物
鹿児島県さつま町出身。ラ・サール高校、熊本大学医学部卒業。
熊本大学医学部で水俣病を研究し、胎児性水俣病も見いだす。水俣病と有機水銀中毒に関して数多くある研究の中でも、患者の立場からの徹底した診断と研究を行い、水俣病研究に関して詳細な知識を持った医師でもあった。熊本大学退職後は熊本学園大学社会福祉学部教授として環境公害を世界に訴える。
1972年6月、スウェーデンのストックホルムで開催された「国際連合人間環境会議」に環境学者の宇井純、水俣病患者の濱元二徳、坂本フジエ、坂本しのぶらと出席。水俣病の存在はニュースなどにより世界に広まり、これがきっかけとなって各国は水銀の調査を始めた。
成田空港問題の解決を目指した隅谷調査団への参加を打診されたことがあるが、「熊本からでは遠すぎる」として断っている。
1989年、『水俣が映す世界』（日本評論社）で大佛次郎賞を受賞。
2001年、吉川英治文化賞受賞。2010年、朝日賞受賞。2011年、KYOTO地球環境の殿堂入り。
2012年6月11日、急性骨髄性白血病のため熊本市内の病院から退院後自宅にて死去。77歳。

## 経歴
- 1959年、熊本大学医学部卒業
- 1964年、熊本大学大学院医学研究科神経精神医学修了、精神神経科助手
- 1964年、9月29日　「水俣地区に集団発生した先天性・外因性精神薄弱 : 母体内で起こった有機水銀中毒による神経精神障害、"先天性水俣病" 」にて熊本大学から学位授与[6]。
- 1970年、精神神経科講師
- 1972年、熊本大学体質医学研究所助教授
- 1984年、体質医学研究所の改組により、医学部遺伝医学研究施設疫学部門に移籍
- 1993年、再改組で遺伝発生医学研究施設に移籍
- 1999年3月、熊本大学退職
- 1999年4月、熊本学園大学社会福祉学部教授に就任
- 2010年、熊本学園大学を退職
- 2012年6月11日、死去。

## 著書
- 原田, 正純『水俣病』岩波書店〈岩波新書〉、1972年。
- 原田, 正純『水俣病にまなぶ旅 水俣病の前に水俣病はなかった』日本評論社、1985年1月。全国書誌番号:85032670。
- 原田, 正純『水俣病は終っていない』〈岩波新書〉1985年2月。全国書誌番号:85033940。
- 原田, 正純『水俣の赤い海』フレーベル館〈いま、子どもたちは〉、1986年5月。ISBN 4577008734。全国書誌番号:86043428。
- 原田, 正純『水俣が映す世界』日本評論社、1989年6月。ISBN 4535577978。全国書誌番号:89054796。
- 原田, 正純『水俣・もう一つのカルテ』新曜社〈水俣=語りつぎ 4〉、1989年10月。ISBN 4788503514。全国書誌番号:90004963。
- 原田, 正純『水俣の視図 弱者のための環境社会学』立風書房、1992年10月。ISBN 4651700551。全国書誌番号:93055092。
- 原田, 正純『炭じん爆発 三池三川鉱の一酸化炭素中毒』日本評論社、1994年8月。ISBN 4535581800。全国書誌番号:94071995。
- 原田, 正純『慢性水俣病・何が病像論なのか』実教出版〈J-JEC環境叢書シリーズ〉、1994年9月。ISBN 4407029579。全国書誌番号:95002390。
- 原田, 正純『この道は』熊本日日新聞情報文化センター〈シリーズ・私を語る〉、1995年5月。ISBN 4905884616。
- 原田, 正純『水俣病と世界の水銀汚染』実教出版〈J・JECブックレット〉、1995年6月。全国書誌番号:97029055。
- 原田, 正純『裁かれるのは誰か』世織書房、1996年7月。ISBN 4906388302。全国書誌番号:97072343。
- 原田, 正純『胎児からのメッセージ 水俣・ヒロシマ・ベトナムから』実教出版〈J・JECブックレット〉、1996b-09 エラー: 日付が正しく記入されていません。（説明）。ISBN 440702965X。全国書誌番号:97027992。
- 原田, 正純『炭坑の灯は消えても 三池鉱炭じん爆発によるCO中毒の33年』日本評論社、1997年12月、全国書誌番号:98064759頁。ISBN 4535582300。
- 原田, 正純『金と水銀 私の水俣学ノート』講談社、2002年2月。ISBN 4062111063。全国書誌番号:20250203。
- 原田, 正純『環境と人体 公害論』世界書院〈ライブラリー・環境問題〉、2002年8月。ISBN 4792710405。全国書誌番号:20416686。
- 原田, 正純『いのちの旅 「水俣学」への軌跡』東京新聞出版局、2002年11月。ISBN 4808307731。全国書誌番号:20347251。
- 原田, 正純『"負の遺産"から学ぶ』熊本日日新聞社〈水俣学ブックレット〉、2006年5月。ISBN 4877552359。全国書誌番号:21068866。
- 原田, 正純『豊かさと棄民たち 水俣学事始め』岩波書店〈双書時代のカルテ〉、2007年4月。ISBN 9784000280884。全国書誌番号:21233015。
- 原田, 正純『水俣への回帰』日本評論社、2007年11月。ISBN 9784535583856。全国書誌番号:21358629。
- 原田, 正純『宝子たち 胎児性水俣病に学んだ50年』弦書房、2009年10月。ISBN 9784863290280。全国書誌番号:21674375。
- 原田, 正純『油症は病気のデパート カネミ油症患者の救済を求めて』アットワークス、2010年6月。ISBN 9784939042614。全国書誌番号:21827020。

## 共編著
- 宮本憲一、原田正純『いま、水俣病は?』〈岩波ブックレット〉1983年9月。全国書誌番号:84007090。
- 森弘太、原田正純『三池炭鉱1963年炭じん爆発を追う 同時代ドキュメント』日本放送出版協会、1999年6月。ISBN 414080436X。全国書誌番号:20078522。
- 原田正純 編『水俣学講義』 1-3集、日本評論社、2004年7月。ISBN 4535583846。
- 花田昌宣、原田正純『水俣学研究序説』藤原書店、2004年3月。ISBN 4894343789。全国書誌番号:20575449。
- 石黒雅史、原田正純『マイネカルテ 原田正純聞書』西日本新聞社、2008年10月。ISBN 9784816707674。全国書誌番号:21513822。
- 花田昌宣、原田正純『水俣学講義』 第4集、日本評論社、2008年11月。ISBN 9784535585539。全国書誌番号:21517471。

## 関連図書
- マンガふるさとの偉人「医師原田正純物語 ～水俣病から自然と人間の関係を見つめた～」 発行 鹿児島県さつま町 2024年3月 https://www.bgf.or.jp/bgmanga/334/

## 関連人物
- 山下善寛